# Baila con los pitufos
«Dances with Smurfs» (en España y Hispanoamérica: «Baila con los Pitufos») es el episodio trece de la decimotercera temporada de la serie animada de televisión South Park y en general el episodio 194 de la serie. Se transmitió originalmente en Comedy Central en Estados Unidos el 11 de noviembre de 2009. En el episodio, Cartman se convierte en el lector de los anuncios de la escuela primaria, y comienza a difamar a la presidenta del cuerpo estudiantil Wendy. El episodio fue escrito y dirigido por el cocreador de la serie Trey Parker y fue clasificado TV-MA L en los Estados Unidos.
«Dances with Smurfs» sirvió como una parodia del estilo de comentarios políticos de Glenn Beck, un sindicado nacionalmente radio show host y exanalista de Fox News Channel. El episodio también fue el comienzo del film del año 2009 de James Cameron, Avatar, sugiriendo que la trama de la película toma prestado fuertemente comparando a los extraterrestres azules de Avatar a los personajes de Peyo «Los Pitufos». 
También hay referencias a las protestas del Tea Party, radio de personalidad de Casey Kasem y ex-vice candidato presidencial Sarah Palin. El episodio recibió críticas generalmente positivas y mixto. Según Nielsen ratings, «Dances with Smurfs» fue visto por 1,47 millones de hogares entre los espectadores de entre 18 y 34 años. El título se centra en la película Dances with wolves de Kevin Costner.

## Trama
Gordon Stoltski, el tercer grado que lee los matutinos en la primaria de South Park, es asesinado por un marido celoso que lo confundió con un conductor de camión de 40 años con un nombre similar que tuvo una aventura con su esposa. Durante un servicio conmemorativo en el gimnasio, el consejero Sr. Mackey anuncia que la escuela buscará un reemplazo. Cartman al tratar de ganarse el puesto de lector de los anuncios de la escuela, sabotea a su competencia y al conseguir el puesto comienza a opinar de forma republicana (parodiando a Glenn Beck) al insultar a Wendy diciendo que el colegio estaba mal y que esto era debido a que Wendy siendo presidenta de la clase no cumplía bien su trabajo diciendo que era una puta y que se drogaba. Después manda a colocar monitores en los salones alegando que los anuncios ahora eran con video (acercándose más a un programa de opinión republicana) ahora inventando que el verdadero plan de Wendy era matar a los pitufos (además de vender libros a los estudiantes en los cuales seguía insultando a Wendy). 
Cuando la directora le llama la atención diciéndole que no debería insultar a Wendy porque le está acreditando más poder del que ella en verdad tenía, el alega que lo están tratando de callar y que se marcha de ese colegio tan corrupto. Al día siguiente vuelve a la escuela y dice que vivió con los pitufos, se ganó la confianza de ellos, se enamoró de pitufina, y se volvió uno de ellos, hasta que llegó un día Wendy y mató a todos los pitufos, por los pitufiarandanos (mientras mostraba imágenes de una película que él había editado llamada "Bailando con pitufos") y que si querían saber toda la historia, deberían comprar la película, además invitó a Wendy a su programa para defenderse (Wendy no le prestaba mucha atención a las estupideces que decía Cartman hasta que Butters lideró un grupo de chicos que al igual que el, creían en lo que decía Cartman, fue a la casa de Wendy y orinó su puerta). Wendy fue al programa, antes del programa Cartman decía que solo le preguntaría sobre el comité estudiantil y que no sería duro con ella, pero apenas empieza el programa, comienza a preguntarle sobre el supuesto genocidio de pitufos, a lo que Wendy empieza a seguirle el juego, diciendo que no hubo otra opción, los pitufiarandanos eran la única fuente de energía para la escuela, que él había sido enviado a estudiarlos, que ellos se hubieran reubicado si Cartman no los hubiera convencido de pelear (dejándolo a él como el verdadero responsable del genocidio de los pitufos) y que los detalles de eso estaban en su libro "Sara Palin y los pitufos" y finaliza diciendo que le cedía la presidencia estudiantil, a lo que Cartman alego que no podía tomar la historia de alguien y volverla suya, alo que Wendy dice que ya le vendió los derechos de la historia a James Cameron para una película y que fuera a verla ya que ya se estrenó, lo cual hace y al terminar de verla sale del teatro diciendo que esa era su idea (la película era Avatar). 
Al día siguiente vuelve a la clase, donde le preguntan por qué no está leyendo los anuncios a lo que contesta que como presidente no puede leer los anuncios y que en realidad como presidente no tenía tanto poder como pensaba (en la reunión del comité estudiantil solo estaba escogiendo los colores para el baile de otoño). Ahora con el nuevo lector de los anuncios él comienza al igual que Cartman a insultar el presidente de la clase, al igual que los demás estudiantes, a lo que Cartman alega "Hago lo mejor que puedo" y sale llorando del salón de clases.